# Sittande vadpress

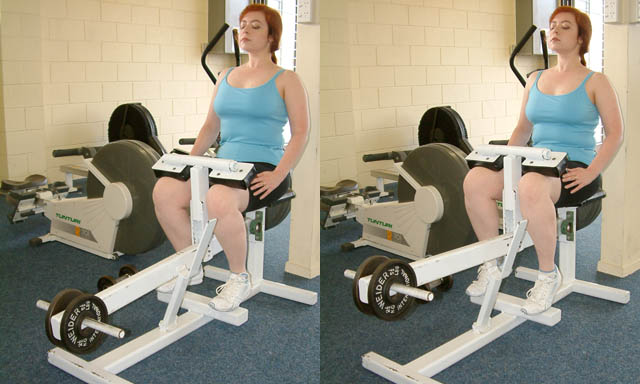
Sittande vadpress, som inte ska blandas ihop med stående vadpress.

Sittande vadpress är en övning inom bland annat styrketräning. När knät böjs i en viss vinkel så kopplas gastrocnemius bort och den inre vadmusklen soleus får då jobba ensam. Denna övning är alltså en isolerande övning för soleus.
Sittande vadpress aktiverar flundramuskeln, eller inre vadmuskeln i vaden.
- Soleus
- Tibialis posterior (vid varianter)
- Peroneal (vid varianter)
- Extensor digitorum longus (vid varianter)